# الکفیر، حاصبیا
الکفیر (به عربی: الكفير) یک منطقهٔ مسکونی در لبنان است که در شهرستان حاصبیا واقع شده‌است.
 الکفیر   ۹۰۰ متر بالاتر از سطح دریا واقع شده‌است.